# Saint-Appolinaire
Saint-Appolinaire è un comune francese di 162 abitanti situato nel dipartimento del Rodano della regione Alvernia-Rodano-Alpi.

## Società

### Evoluzione demografica
Abitanti censiti